# Bryan Rojas
Bryan Andrés Rojas Jiménez (Naranjo, Alajuela, Costa Rica, 30 de noviembre de 1997) es un futbolista costarricense que juega como delantero en el Municipal Liberia de la Primera División de Costa Rica.

## Trayectoria

### Inicios
Bryan Rojas es originario de San Miguel de Naranjo y desde pequeño se dedicaba a recolectar café con su padre Josué David, alegando no tener afinidad en esa labor. Pese a su corta edad, se sobrepuso a las adversidades financieras de su familia e inició en el ámbito futbolístico en la Escuela República de Uruguay de su localidad. Cuando tenía aproximadamente diez años, fue invitado por el profesor Luis Carlos Mejía a participar en un encuentro amistoso frente al Complejo Wilmer López, en el cual dejó una buena impresión tras convertir los dos goles en la derrota de su escuadra por 4-2. Una vez incorporado al centro de entrenamiento, sus viajes hacia Alajuela no le fueron accesibles, aunque con el paso del tiempo y la confianza que adquirió, sus compañeros que vivían en los alrededores de Palmares y San Ramón empezaron a llevarlo en sus automóviles. En primera instancia, iba dos veces por semana hasta lograr la inclusión al equipo absoluto de Carmelita en la Primera División.

### A. D. Carmelita
El futbolista realizó su debut en la máxima categoría con la camiseta verdolaga el 16 de marzo de 2015, por la decimotercera jornada del Campeonato de Verano contra el Santos de Guápiles, de visita en el Estadio Ebal Rodríguez. Rojas, con tan solo 17 años, ingresó de cambio por Verny Ramírez al minuto 69' y portó la camiseta número «26». El encuentro terminó en empate a una anotación.
El 14 de octubre de 2017, marcó el primer gol de su carrera profesional sobre Alajuelense en el Estadio Morera Soto, donde le ganó en el cuerpo a cuerpo a José Salvatierra y luego se quitó a Kenner Gutiérrez con una finta, antes de perforar la red con un disparo bien colocado al minuto 38'. A partir de ese momento, Rojas comenzó a lograr protagonismo en el club y constancia en las alineaciones, para ser seguido como uno de los futbolistas de más deslumbre a su edad. El 14 de abril de 2018, convirtió un doblete en la victoria 4-0 ante Grecia.
Para el Torneo de Apertura 2018, amplió su registro anotador y logró la cifra de once goles en diecisiete presencias. Adicionalmente, se destapó con un triplete frente a la Universidad de Costa Rica que le había permitido colocarse como el máximo marcador joven del certamen en forma transitoria.

### Tromsø IL
Pese a tener ofertas de otros clubes en su país, el delantero prefirió esperar una propuesta de algún equipo extranjero, hasta que el 25 de enero de 2019 realizó el viaje a Noruega para firmar con el Tromsø IL de la máxima categoría. Cinco días después, es presentado oficialmente y su vínculo sería para toda la temporada a préstamo, con la posibilidad de compra.
El 5 de diciembre de 2019, finalizó su etapa en el Tromsø tras culminar el préstamo, teniendo solamente doce participaciones y dos goles concretados.

### C. S. Herediano
El 28 de diciembre de 2019, regresó a su país y se hizo oficial su fichaje en el Herediano.

## Selección nacional

### Categorías inferiores
El 6 de julio de 2018, se anunció el llamado de la selección Sub-21 dirigida por Marcelo Herrera para conformar la nómina que le haría frente al torneo de fútbol de los Juegos Centroamericanos y del Caribe, lista en la cual Rojas quedó dentro del selecto grupo. Realizó su debut el 20 de julio en el Estadio Romelio Martínez de Barranquilla contra el anfitrión Colombia, donde fue titular y salió de cambio por Jimmy Marín al minuto 32' en la derrota por 1-0. Dos días después pero en el mismo escenario deportivo, Bryan esperó desde la suplencia y vio la primera victoria de su escuadra por 3-2 sobre Trinidad y Tobago. Tras el nuevo revés dado el 24 de julio ante Honduras con marcador de 1-2, su selección quedó eliminada en fase de grupos y ocupó el tercer lugar de la tabla.
El 15 de julio de 2019, Rojas fue convocado por Douglas Sequeira en la selección Sub-23 para jugar la eliminatoria al Preolímpico de Concacaf. Dos días después fue su debut frente a Guatemala en el Estadio Doroteo Guamuch Flores, donde el futbolista apareció como titular por 80 minutos y el resultado se consumió en victoria por 0-3. A pesar de la derrota dada el 21 de julio por 0-2 en la vuelta en el Estadio Morera Soto, su combinado logró clasificarse al torneo continental.

#### Participaciones en juveniles
| Competencia                               | Sede         | Resultado      |
| ----------------------------------------- | ------------ | -------------- |
| Juegos Centroamericanos y del Caribe 2018 | Barranquilla | Fase de grupos |

### Selección absoluta
El 13 de agosto de 2021, recibió su primer llamado al combinado costarricense de Luis Fernando Suárez para enfrentar un amistoso contra El Salvador. El duelo disputado el 21 de agosto en el Dignity Health Sports Park de Estados Unidos, fue su debut internacional al ser titular por 63 minutos en el empate sin goles.

## Estadísticas

### Clubes
Actualizado al último partido jugado el 22 de septiembre de 2019.
| A. D. Carmelita Costa Rica                                                                                        |               |               |    |    |   |    |     |    |
| 1.ª | 2014-15       | 3             | 0  | —  | — | 3  | 0   |    |
| 1.ª | 2015-16       | 17            | 0  | 1  | 0 | 18 | 0   |    |
| 1.ª | 2016-17       | 11            | 0  | —  | — | 11 | 0   |    |
| 1.ª | 2017-18       | 41            | 7  | —  | — | 41 | 7   |    |
| 1.ª | 2018-19       | 18            | 12 | —  | — | 18 | 12  |    |
| Total club | Total club    | 90            | 19 | 1  | 0 | 91 | 19  |    |
| Tromsø IL Noruega                                                                                                 |               |               |    |    |   |    |     |    |
| 1.ª | 2019          | 9             | 0  | 3  | 2 | 12 | 2   |    |
| Total club | Total club    | 9             | 0  | 3  | 2 | 12 | 2   |    |
| C. S. Herediano Costa Rica                                                                                        |               |               |    |    |   |    |     |    |
| 1.ª | 2019-20       | 0             | 0  | —  | — | 0  | 0   |    |
| Total club | Total club    | 0             | 0  | —  | — | 0  | 0   |    |
| Total carrera | Total carrera | Total carrera | 99 | 19 | 4 | 2  | 103 | 21 |
| (1) Incluye datos del Torneo de Copa (2015) / Copa de Noruega (2019). (2) No incluye goles en partidos amistosos. |               |               |    |    |   |    |     |    |

#### Dobletes y tripletes
| 1 | 14 de abril de 2018  | Estadio Rafael Bolaños, Alajuela | Municipal Grecia                | 4:0 | Anotado · Anotado           | Torneo de Clausura 2018 |
| 2 | 11 de agosto de 2018 | Estadio Morera Soto, Alajuela    | L. D. Alajuelense               | 2:3 | Anotado · Anotado           | Torneo de Apertura 2018 |
| 3 | 19 de agosto de 2018 | Estadio Rafael Bolaños, Alajuela | C. F. Universidad de Costa Rica | 3:2 | Anotado · Anotado · Anotado | Torneo de Apertura 2018 |

## Palmarés

### Títulos nacionales
| Título                         | Club           | País       | Año  |
| ------------------------------ | -------------- | ---------- | ---- |
| Supercopa de Costa Rica        | C. S Herediano | Costa Rica | 2020 |
| Primera División de Costa Rica | C. S Herediano | Costa Rica | 2021 |

### Distinciones individuales
| Distinción                                       | Año  |
| ------------------------------------------------ | ---- |
| Mejor jugador Sub-21 del Torneo de Apertura 2018 | 2019 |